# Altenberg (Fichtelgebirge)
Der Altenberg (Ausspracheⓘ) ist mit 516 m ü. NHN eine kaum bewaldete Basaltkuppe nahe der Ortschaft Seußen im Fichtelgebirge.

## Geographie
Der Altenberg ist ein Nebengipfel des Elmbergs rund zwei Kilometer nordwestlich von diesem. Nördlich des Gipfels verläuft die Kreisstraße WUN 14/TIR 19 und führt nach Korbersdorf bzw. zur Staatsstraße St 2176. Sie trennt zusammen mit der Feisnitz den Reichsforst, Standort des Altenberges, vom Kohlwald. Nahe dem Gipfel liegt der Weiler Trögerhäuser und westlich davon die Seußener Gemeindeteile Niebitz und Altenberg.

## Karten
- Bayerisches Landesvermessungsamt: UK 50-13 Naturpark Fichtelgebirge/Steinwald östlicher Teil, Maßstab 1:50.000